# 仙女湖 (新余)
仙女湖又名江口水库，位于中国江西省新余市西南，赣江流域下游一级支流袁河中段，是以发电、防洪、灌溉为主，兼有供水、养殖、旅游等功能的大（二）型水库，是江西省4大水库之一。水域总面积约50平方千米，库容约8.9亿立方米，平均水深12米。仙女湖属国家重点风景名胜区、国家AAAA级景区。
仙女湖是1964年为蓄水拦截袁河而形成的人工湖。1958年8月开始建设，1970年12月建成。建设时淹没耕地78000亩，迁移人口35800人。于2013年入选国家水质良好湖泊试点名录，是新余市重要的地市级集中式饮用水水源地。
仙女湖的名字是1994年根据干宝在《搜神记·田中毛衣女》中记载的毛衣女下凡的故事而命名的，并于1995年正式使用。
湖区上游为钤阳湖，下游为舞龙湖，中间为钟山峡。
仙女湖风景名胜区由三大景区组成：东部舞龙湖多港湾、岛屿，中部钟山峡则是峡谷风貌；西部铃阳湖则碧波万顷，烟波浩淼。 水面积50平方公里，1500平方米以上的岛屿97个。
景区内还有闻仙塔、万年桥、水下古城——分宜古县城、卢肇读书台、铃岗岭、洪阳洞、昌山庙、龙王庙、严嵩故里等人文景观。
1995年被列为省级重点风景名胜区，2002年被列为国家重点风景名胜区。